# 龍思泰
龍思泰 （Anders Ljungstedt，1759年3月23日—1835年11月10日） 是一名瑞典商人和歷史家。

## 生平
龍思泰出生於瑞典的林雪平，曾於烏普薩拉大學就讀。在1784年，他曾遠赴蘇聯蘇聯擔任講師並在那裡從事教育工作達十年之多。接著他回到了瑞典並獲政府聘請為俄語翻譯員，且他曾在瑞典國王到訪俄羅斯期間為他翻譯。早在1731年，瑞典成立了一家東印度公司，並於翌年派船遠航到廣東從事貿易業務。1797年，龍斯泰被任命爲瑞典東印度公司廣州分公司的總督。1815年公司解散後，他隨即成立了一家屬於自己的公司，業績非凡。到1846年，他被委任爲瑞典駐中國首個駐華領事，領事館就設在廣州的洋行裡。當他結束其在廣州的生意後，將領事館搬到澳門，他在澳門主要從商，且在澳門渡過餘生。龍思泰對澳門歷史很有興趣，致力研究澳門葡人移民史及天主教來華史，寫成了第一本英文澳門史。　1834年，龍斯泰爵士在澳門出版了一本有關澳門歷史的書後，擬在美國波士頓（1836年）修訂再版，以“葡國在中國的據點歷史素描”爲名。可惜他不能看到此書的再版，於1835年11月10日逝於澳門，入葬於白鴿巢旁邊的新教徒墳場。也是首個駁斥葡萄牙人聲稱明朝政府已正式割讓澳門說法的西方人。其墓碑用英文和瑞典文寫道：“這裡長眠着龍斯泰、華沙騎士、學者、博愛主義者，他1759年3月23日出生於蓮克奧萍（Linkoeping），1835年11月10日逝於澳門。此墓由思念他的友人立”。現在，在林雪平的一間中學，和澳門的倫斯泰特大馬路 （Avenida Sir Anders Ljungstedt） 也是以他的名字來命名；而澳門與林雪平於1997年11月29日締結成為姊妹城市，發展友好合作交流，以表揚其功績。

## 澳門事蹟
歷史學家龍斯泰爵士爲錢納利（英文：George Chinnery，1774年—1852年）的友人，龍斯泰也是郭雷樞（全名：托馬斯郭雷樞（T．R．Colledge，1796－1879）診所的贊助人之一，錢納利先後爲其繪製了兩張肖像。在澳門，他助養了一名叫奧古斯汀的土生少年，同時資助其往聖若瑟修院（Semin＇ario S．Jos＇e）讀書。1824年12月15日從澳門乘船前往美國。其後將一部分資產捐贈給瑞典的一家技術學校，此校目前仍存。根據龍斯泰爵士的記述，錢納利主動要求描繪一張“郭雷樞醫生與病人”的油畫肖像，目的在於“爲了表現郭雷樞的人道主義行爲……希望這幅肖像晝同時展現出一段歷史”。(10)此畫成於1833年3月30日。這幅畫是對郭雷樞醫生日常工作的具體描述，後來，此畫在倫敦展出，刻製版畫後因而募集了不少醫療經費。實際上，郭雷樞致力醫治中國人的眼疾。當時，中國本地的醫生對於嚴重的眼疾是感到束手無策的，郭雷樞高超的眼科醫術恰好塡補了這項空白。

## 外部連結
- 龍思泰傳 （页面存档备份，存于）

## 著作
- 龍思泰著；吳義雄、郭德微、沈正邦譯；章文欽校注.『早期澳門史:在華葡萄牙居留地簡史,在華羅馬天主教會及其佈道團布道团簡史,廣州概況』北京：東方出版社,1997. ISBN 7506008149

## 資料來源
1. 1 2  民政資訊[永久]，2005年1月，澳門民政總署。

 《錢納利與澳門》，著者：陳繼春，出版：澳門基金會，出版日期：1995.1